# Mawlai
Mawlai är en ort (census town) i den indiska delstaten Meghalaya, och är en förort till Shillong i distriktet East Khasi Hills. Folkmängden uppgick till 55 012 invånare vid folkräkningen 2011, vilket gör den till delstatens tredje folkrikaste ort.